# Viallia cappai
Viallia cappai es una especie de escarabajo del género Viallia, familia Leiodidae. Fue descrita por Dante Vailati en 1988. Se encuentra en Italia.